# Still Crazy
Still Crazy, brittisk komedifilm från 1998. 

## Handling
Filmen handlar om ett påhittat rockband, "Strange Fruit", som återförenas efter 20 år. Återföreningen blir inte så lyckad som man hoppats på, dels för att det finns ouppklarade motsättningar mellan en del av medlemmarna, dels på grund av det faktum att de alla blivit äldre. 

## Om filmen
Still Crazy regisserades av Brian Gibson. Svenska Helena Bergström gjorde sin första internationella filmroll i filmen.

## Rollista (i urval)
| Stephen Rea      | – Tony Costello        |
| Billy Connolly   | – Hughie               |
| Jimmy Nail       | – Les Wickes           |
| Timothy Spall    | – David 'Beano' Baggot |
| Bill Nighy       | – Ray Simms            |
| Juliet Aubrey    | – Karen Knowles        |
| Helena Bergström | – Astrid Simms         |
| Phil Daniels     | – Neil Gaydon          |
| Mackenzie Crook  | – holländsk kille      |

## Övrigt
Låten The Flame Still Burns, med sång av Jimmy Nail nominerades för en Golden Globe (Best Original Song).